# Sapieha IV
Sapieha IV (Sapieha I Książę, Sopeha, Sopiha, Sopezyc, Sapucho) – polski herb książęcy, odmiana herbu Lis. Herb własny rodziny Sapiehów. 

## Opis herbu

### Opis historyczny
Juliusz Ostrowski blazonuje herb następująco:

Na tarczy ściętej, w szczycie trójdzielnej, w polu I czerwonem – strzała bez opierzenia złota, żeleźcem do góry, dwa razy przekrzyżowana (Lis); w II czarnem – trzy lilie srebrne: dwie i jedna (Sapieha) w III czerwonem – ramię zbrojne, w łokciu zgięte i przebite strzałą żeleźcem na dół (Ręka). W polu dolnem większem czerwonem – na siwym koniu mąż zbrojny z mieczem w prawej, z tarczą obramowaną złotem, na której w polu błękitnem – krzyż podwójny złoty w lewej ręce (Pogoń litewska). Nad tarczą - płaszcz książęcy z mitrą.

### Opis współczesny
Opis skonstruowany współcześnie brzmi następująco:
Na tarczy o polu dwudzielnym w pas, część górna podzielona trzy razy w słup; w polu I czerwonym rogacina podwójnie przekrzyżowana, złota (Lis II); w polu II czarnym trzy lilie srebrne, dwie nad jedną (Lilie Sapiehów); w polu III czerwonym ramię zbrojne, w łokciu zgięte i przebite strzałą w dół (Ręka); w polu IV, czerwonym jeździec zbrojny z mieczem w prawicy i tarczą obramowaną złotem, na której krzyż podwójny złoty, w lewicy (Pogoń Litewska).
Całość otacza płaszcz heraldyczny, podbity gronostajem.
Płaszcz zwieńcza mitra książęca.

## Geneza

Inne przedstawienie herbu Sapieha IV

Według Juliusza Ostrowskiego herb został nadany 14 września 1700 roku Kazimierzowi Janowi Sapieże, następnie zatwierdzony w Rzeczypospolitej w 1767 lub 1768 roku i w Rosji 30 kwietnia 1800 roku. Jednakże według Sławomira Górzyńskiego, oryginalny dyplom dla nadania z roku 1700 nie zachował się do czasów obecnych. 
Lilie występujące w tym oraz innych herbach Sapiehów miały być herbem Narymunda, rzekomego pogańskiego przodka rodu Sapiehów. W rzeczywistości najdawniejszym potwierdzonym przodkiem Sapiehów był Semen Sopiha, bojar adoptowany podczas unii horodelskiej w 1411 roku do herbu Lis.

## Herbowni
Informacje na temat herbownych w artykule sporządzone zostały na podstawie wiarygodnych źródeł, zwłaszcza klasycznych i współczesnych herbarzy. Należy jednak zwrócić uwagę na częste zjawisko przypisywania rodom szlacheckim niewłaściwych herbów, szczególnie nasilone w czasie legitymacji szlachectwa przed zaborczymi heroldiami, co zostało następnie utrwalone w wydawanych kolejno herbarzach. Identyczność nazwiska nie musi oznaczać przynależności do danego rodu herbowego. Przynależność taką mogą bezspornie ustalić wyłącznie badania genealogiczne.
Pełne listy herbownych nie są dziś możliwe do odtworzenia, także ze względu na zniszczenie i zaginięcie wielu akt i dokumentów w czasie II wojny światowej (m.in. w czasie powstania warszawskiego w 1944 spłonęło ponad 90% zasobu Archiwum Głównego w Warszawie, gdzie przechowywana była większość dokumentów staropolskich). Nazwisko znajdujące się w artykule pochodzi z Herbarza polskiego, Tadeusza Gajla. Występowanie danego nazwiska w artykule nie musi oznaczać, że konkretna rodzina pieczętowała się herbem Sapieha. Często te same nazwiska są własnością wielu rodzin reprezentujących wszystkie stany dawnej Rzeczypospolitej, tj. chłopów, mieszczan, szlachtę. Herb Sapieha jest herbem własnym, wiec do jego używania uprawniona jest zaledwie jedna rodzina: Sapiehowie.

## Galeria

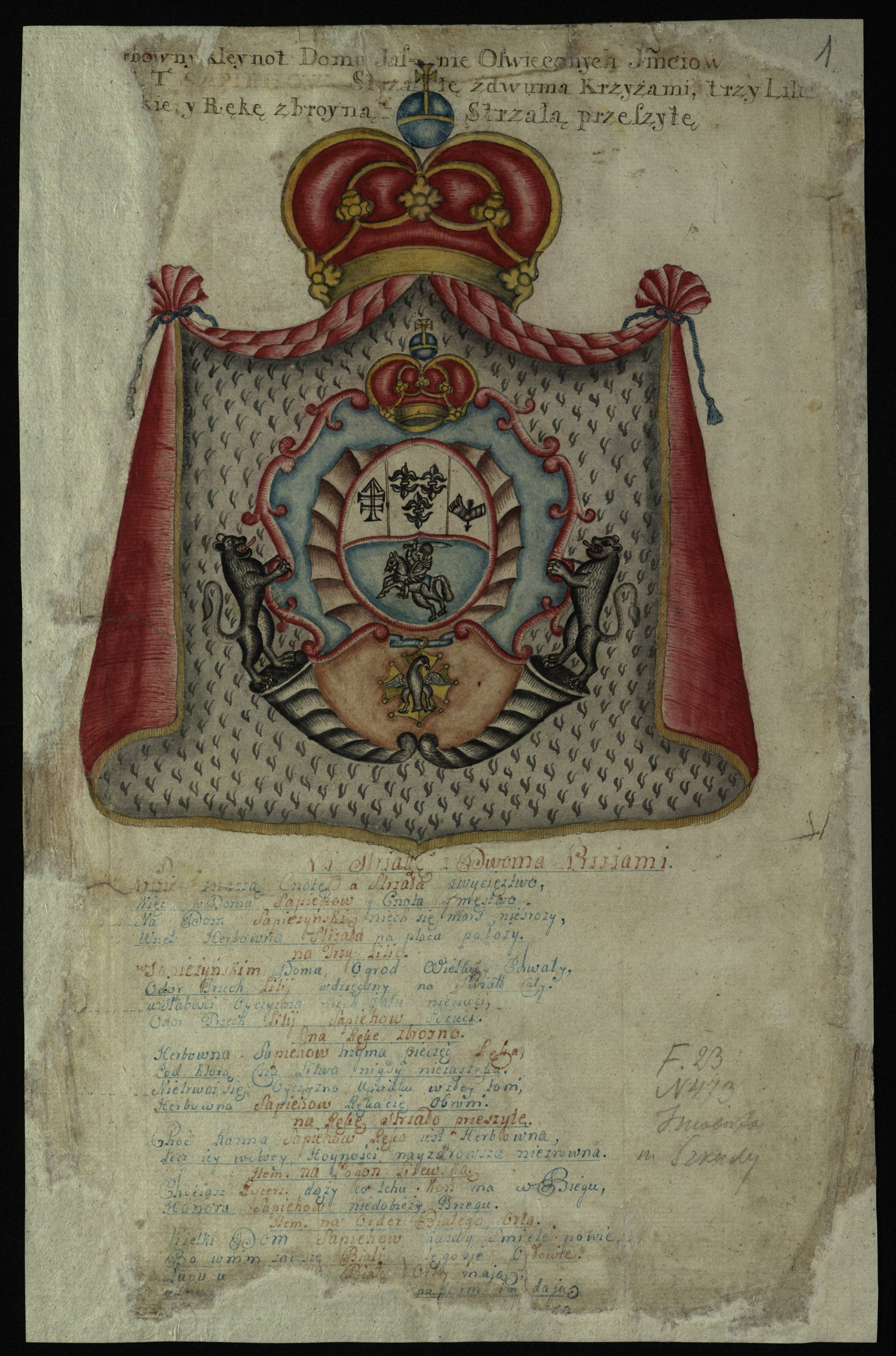
Wielkie godło książąt Sapiehów (1786).
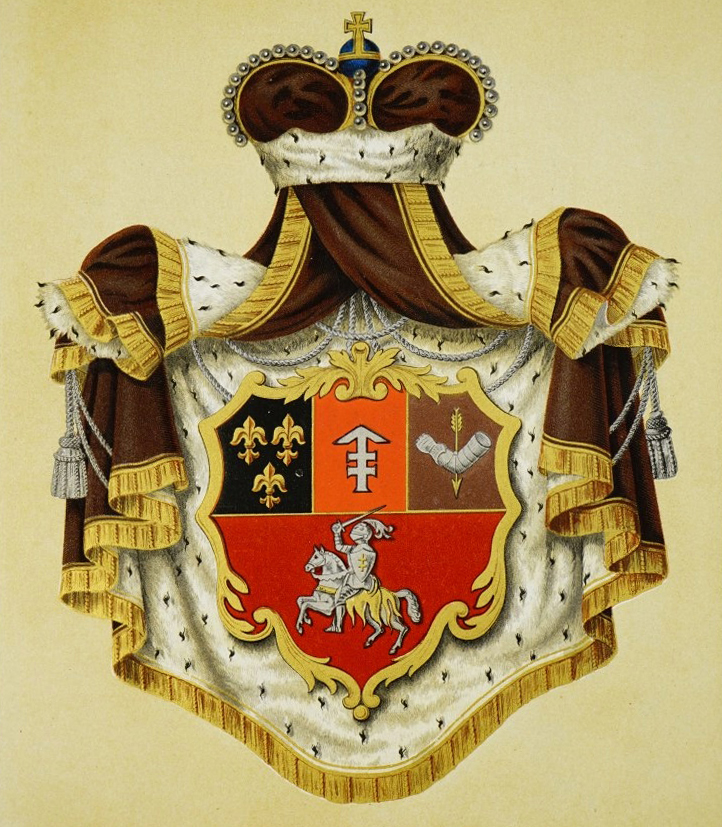
Herb z herbarza Wilczyńskiego (1858).
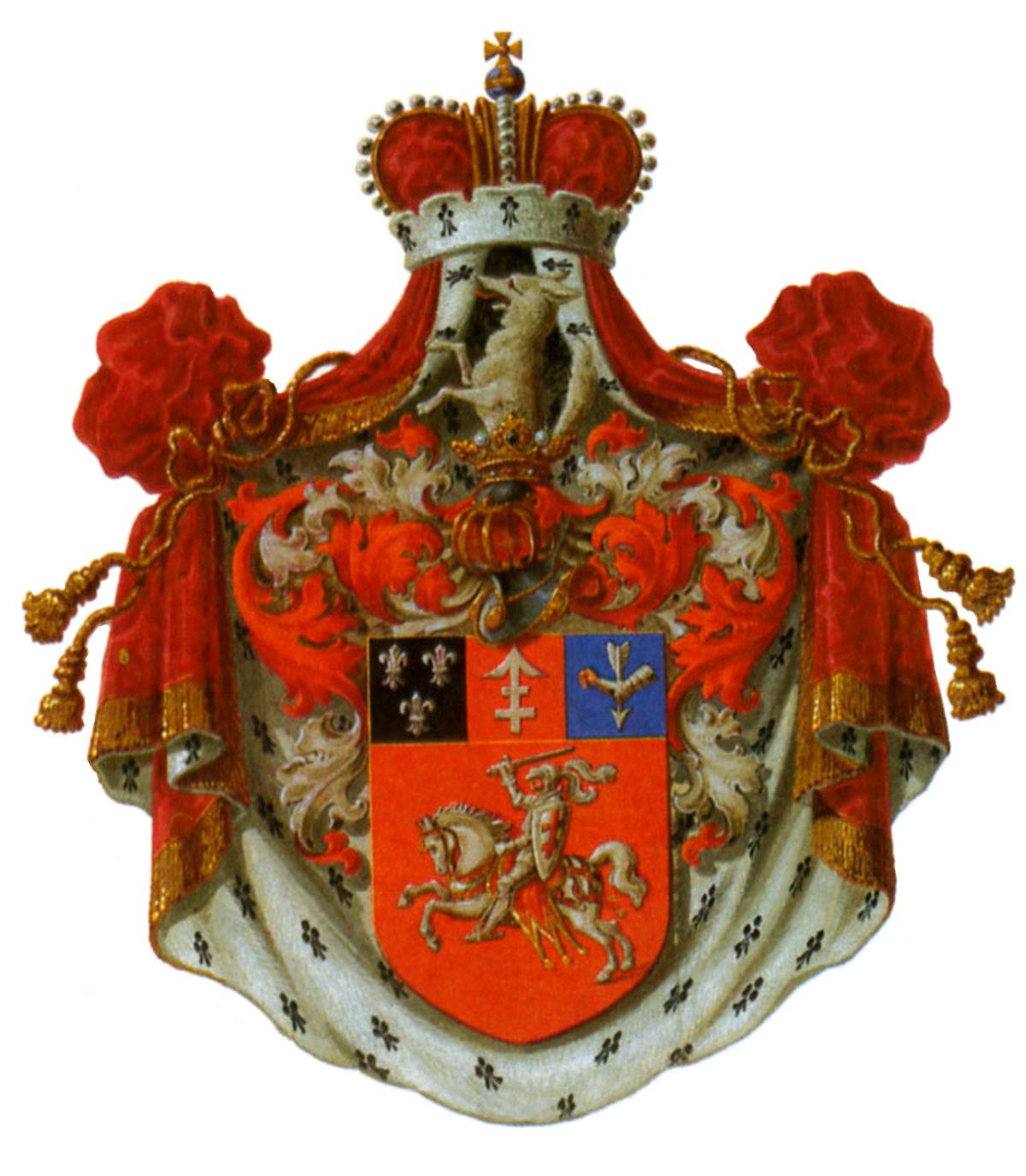
Sapieha IV według Obszczi gerbovnik (1858–1859).
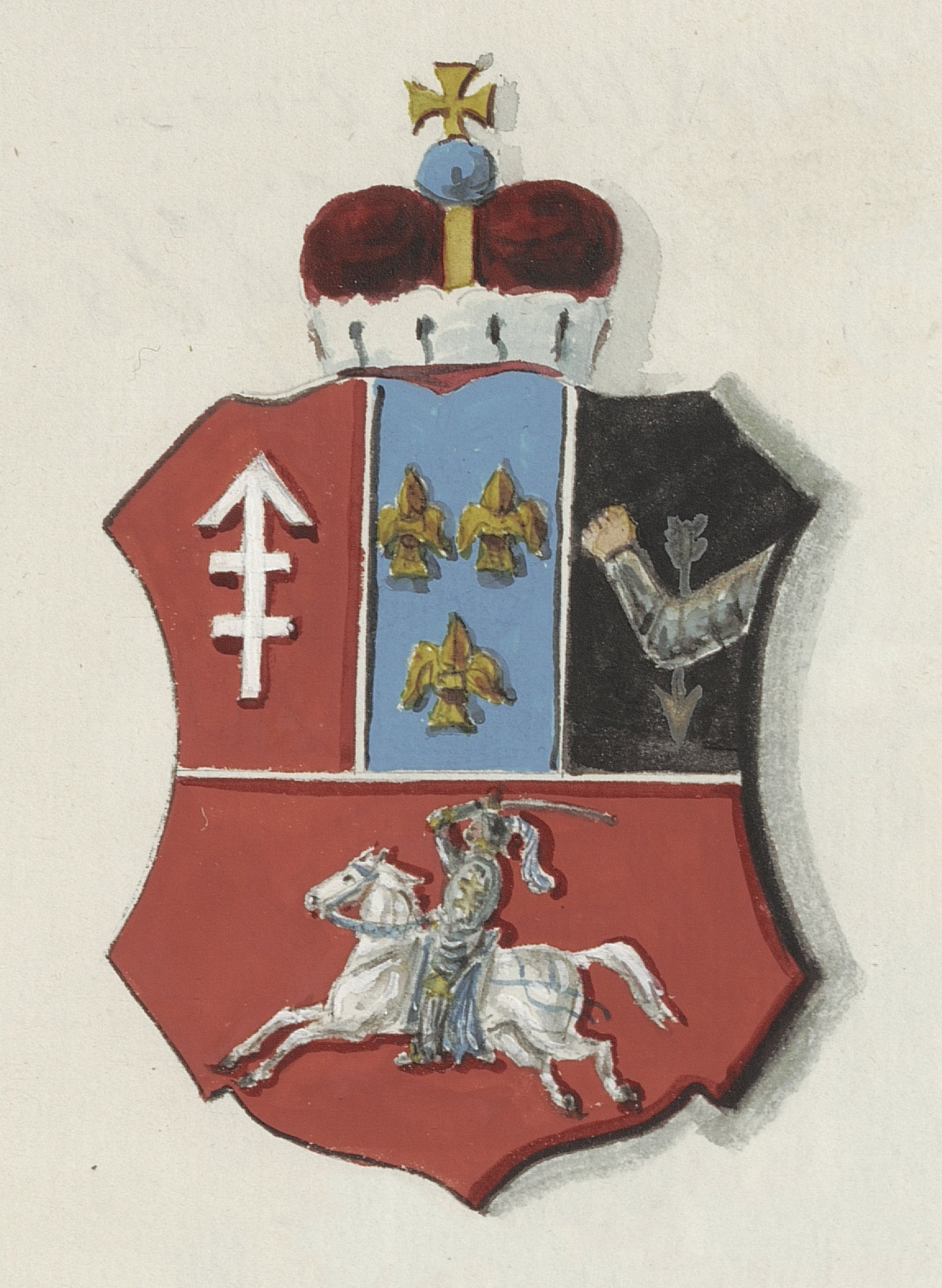
Herb Sapieha IV według Starzyńskiego (1875–1900)
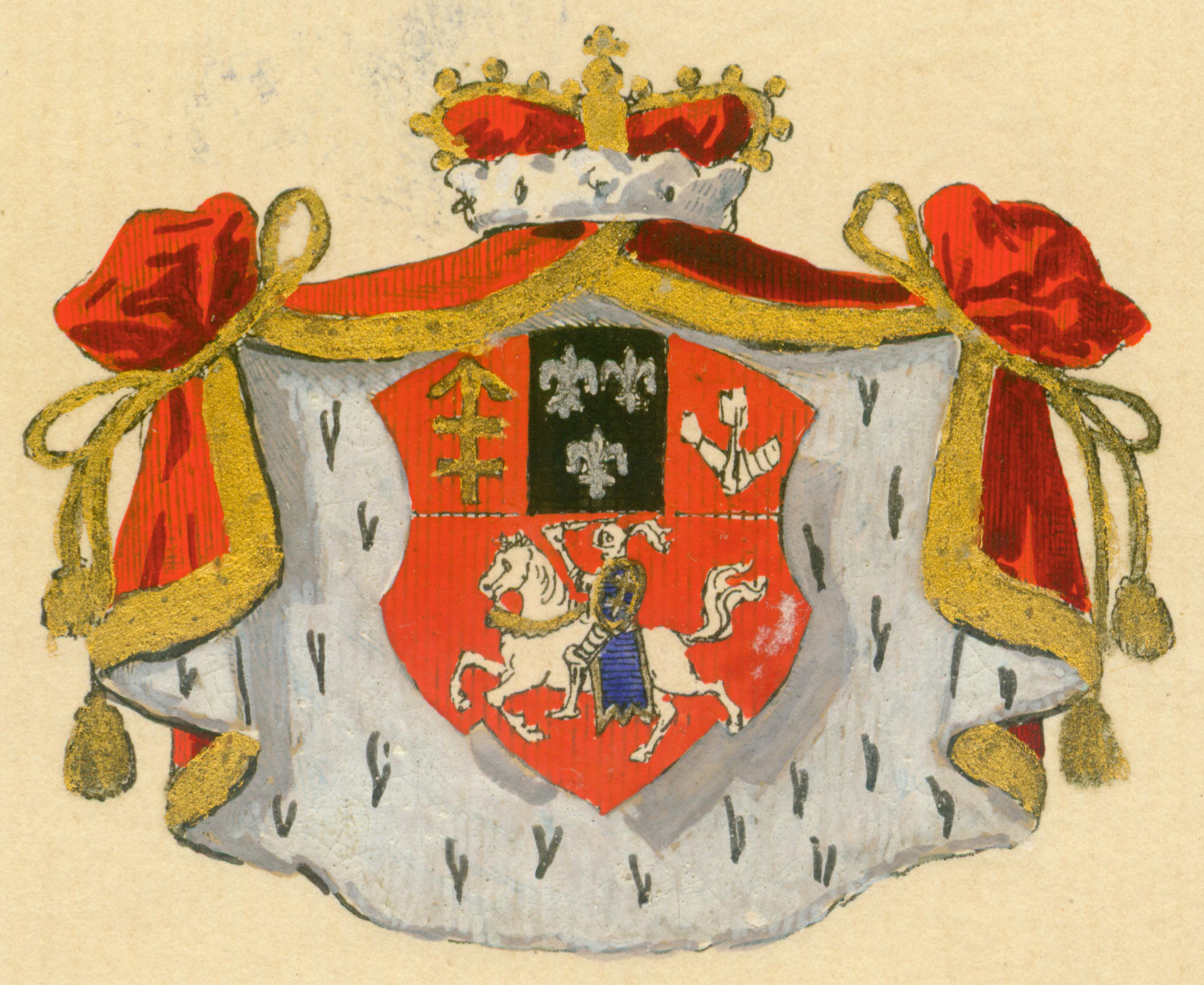
Herb Sapieha IV z archiwum kresowego (XIX w.).
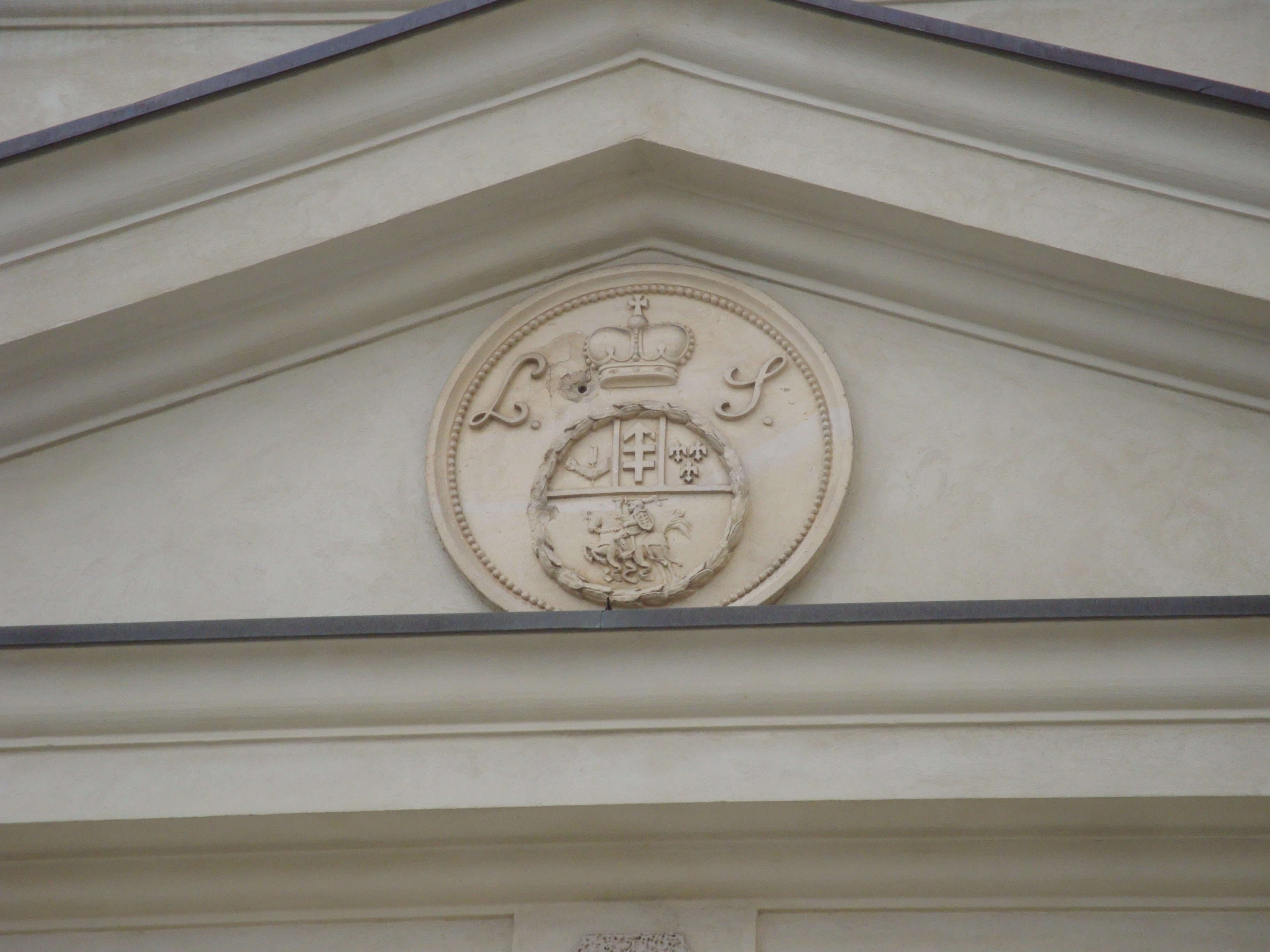
Herb Sapiehów na Zamku w Krasiczynie (XIX w.).